# Juan de Casas
Juan de Casas y Barrera (Valencia, 1740-¿?) fue un peninsular que fue capitán general de la Capitanía general de Venezuela de 1807 a 1809. Fue destituido de este cargo por la Junta Suprema Central, que nombró en su lugar a Vicente Emparan. Presidió los inicios de la Guerra de la Independencia Española, lo que lo puso a él y a su gobierno en una posición inestable.

## Primeros años
Nació en Valencia, España, en 1740. Ingresó muy joven al ejército, y en 1762 se desempeñaba como Capitán de Granaderos en Nueva España (hoy en día México). Llegó a Venezuela en 1772 para servir en el Batallón Veterano de Caracas.
En 1781 estuvo en la expedición de la frontera durante el Movimiento de los Comuneros de La Grita, enviado por el capitán general Luis de Unzaga y Amézaga. En 1788 ya era teniente coronel, en 1790 sargento mayor, y en 1794 coronel.
En octubre de 1797 el capitán general de la Provincia de Venezuela, Pedro Carbonell, le ordena regresar de Santo Domingo, donde había permanecido desde 1793.
En marzo de 1804, por recomendación del gobernador y capitán general, Manuel de Guevara Vasconcelos, Carlos IV lo designa teniente del Rey y Comandante del Batallón Veterano de Caracas, con la facultad de reemplazar al Capitán General en caso de ausencia.

## Capitán General de Venezuela
En 1807 fue nombrado sucesor del capitán general Manuel de Guevara Vasconcelos, quien murió en 1807 después de una enfermedad. El 14 de julio de 1808, se enfrentó primero al bergantín francés Serpent, que quería que el capitán general aceptara a José I Bonaparte como rey de España en lugar del depuesto Fernando VII. Andrés Bello sirvió para traducir los informes franceses. Según él, Juan de Casas lloró cuando los oficiales franceses se alejaron de él. Tras conocerse la noticia se formó un motín en Caracas. Exigieron a Juan de Casas que formara una junta y mantuviera el reconocimiento de Fernando VII. Caracas celebró una reunión en el ayuntamiento, que finalizó con una pronunciación de su fidelidad y amor al rey Nuestro Señor Don Fernando VII. Cuando el ayuntamiento se reunió de nuevo el 16 de julio, los franceses fueron capturados por el buque británico HMS Acasta. Los británicos aconsejaron a Juan de Casas formar una junta, que finalmente ratificó, aunque no activó, el 29 de julio.
Juan de Casas inicialmente dejó a los influyentes criollos mantuanos fuera del gobierno de la junta, pero después de la presión de poderosas familias mantuanas, cedió y les prometió poder una vez que la junta se activara. Mientras tanto, castigó y ordenó el arresto de los mantuanos que trabajaban para afirmar el poder. Sus problemas con ellos persistieron, como el 24 de noviembre, cuando mantuanos le entregaron un documento que nuevamente buscaba un lugar en el gobierno de una junta. Comenzó a perseguir, aunque sin éxito, a quienes le presentaron el documento.
El 24 de octubre de 1808, Juan de Casas ordenó trasladar una imprenta de Trinidad a Caracas para crear la Gazeta de Caracas, periódico oficialista editado por Andrés Bello. Fue destituido como capitán general por la Junta Suprema Central en 1809 y sucedido por Vicente Emparan. Juan de Casas aparece como comandante de un Batallón de Veteranos de Caracas en 1810, tras lo cual desaparece del registro histórico.